# Daher Kodiak
Daher Kodiak (dříve Quest Kodiak) je užitkový letoun s vlastnostmi STOL vyvinutý americkou společností Quest Aircraft  jako Quest Kodiak. První let absolvoval roku 2004 a certifikaci získal roku 2007. Roku 2019 společnost Quest Aircraft získal francouzský koncern Daher, který upravil jeho jméno a pokračoval ve výrobě. Kodiak je koncipován jako levný a spolehlivý letoun určený pro obsluhu špatně dostupných oblastí a schopný využívat neupravené vzletové a přistávací plochy. Do začátku roku 2024 bylo vyrobeno 339 letounů Kodiak. Využívány jsou v širokém spektru rolí, včetně humanitárních misí, charterových letů, skydivingu a přepravy VIP. Zakoupily jej například humanitární organizace Mission Aviation Fellowship a Jungle Aviation and Radio Service (JAARS).

## Historie

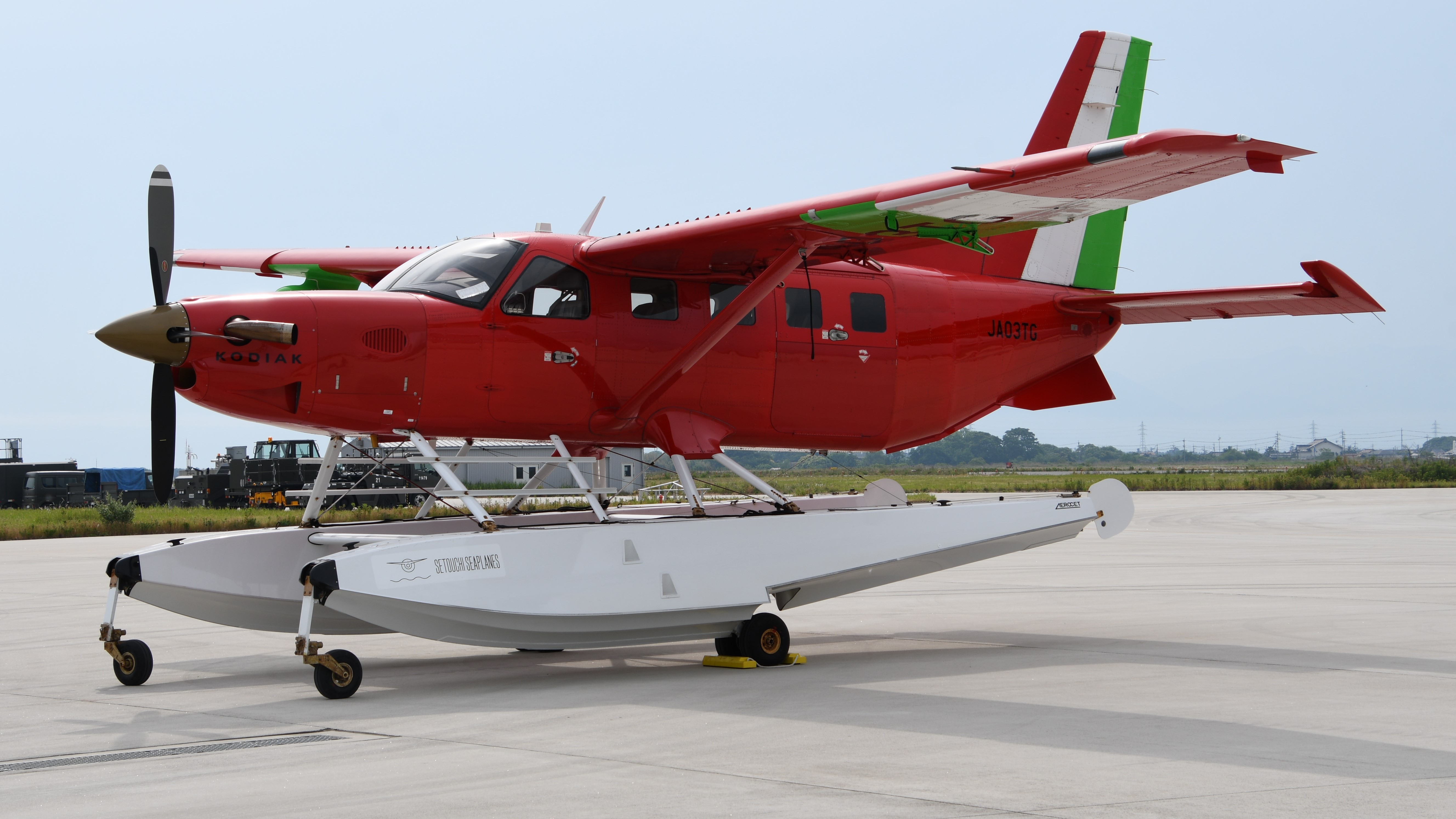
Quest Kodiak 100 (JA03TG) s plováky v roce 2019

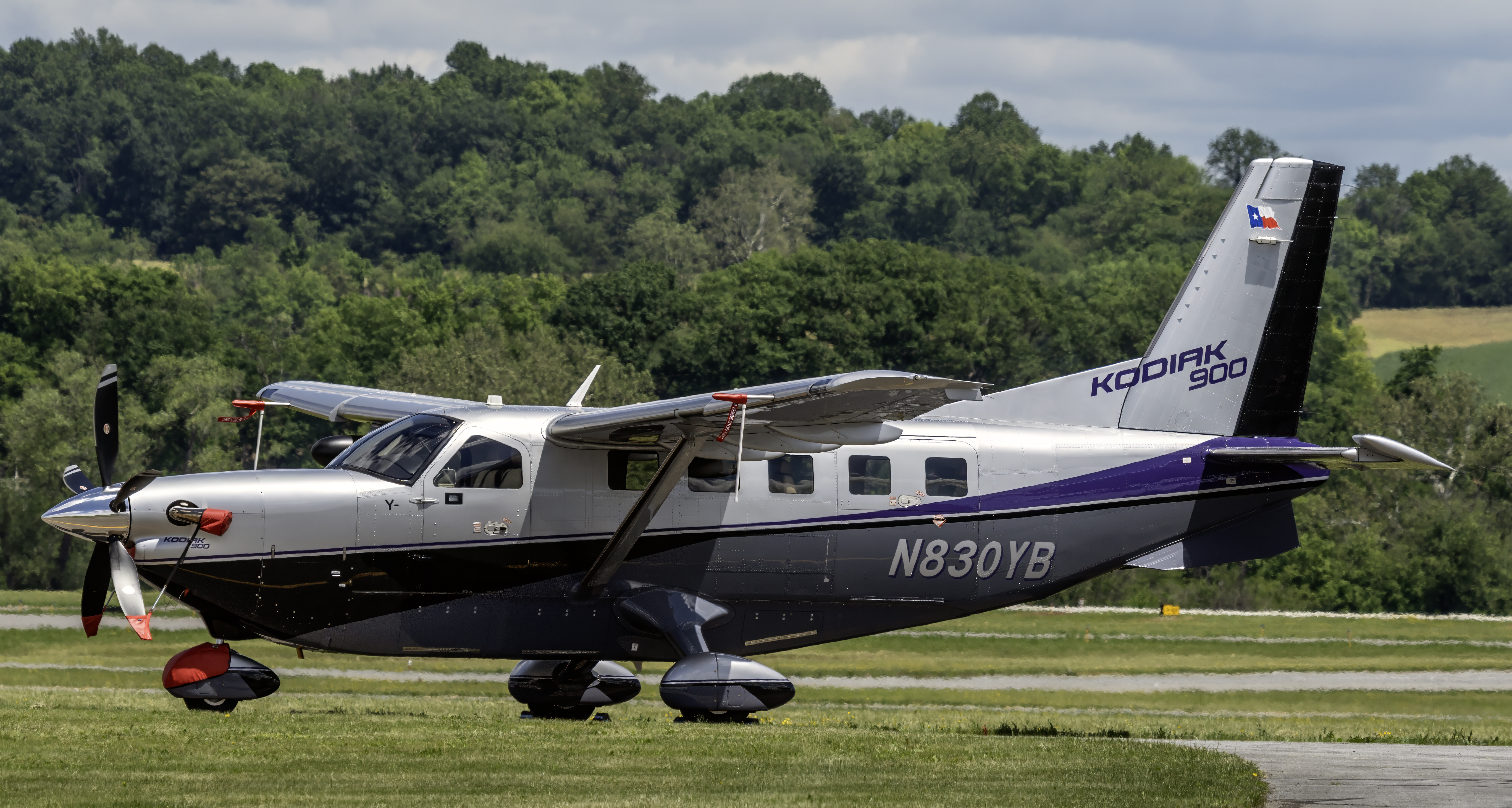
Daher Kodiak 900 (N830YB)

Vývoj letounu Kodiak zahájily roku 1999 Tom Hamilton a David Voetmann ze společnosti Idaho Air Group. Jejich ideou byl jednoduchý a odolný letoun s vlastnostmi STOL, vhodný pro humanitární mise ve špatně přístupných oblastech („bush plane“, měl konkurovat starším letounům jako Cessna 185, Cessna 206, de Havilland Canada DHC-2 Beaver). Když shromáždili potřebný kapitál, založily roku 2001 společnost Quest Aircraft s cílem dokončení vývoje letounu, označeného Quest Kodiak. Společnost sídlila v Sandpointu ve státě Idaho. Významná část kapitálu společnosti pocházela od misijních leteckých organizací a církví. Proto do roku 2009 měla program Quest Mission Team, jehož cílem bylo prodat jeden z jedenácti vyrobených Kodiaků za cenu nákladů misijním organizacím.
Dne 16. října 2004 prototyp absolvoval první let. V kvěznu 2007 letoun získal vertifikaci FAA. Do provozu byl zaveden v lednu 2008. První exempláře převzala roku 2008 společnost Spirit Air. Označení základního modelu je Kodiak 100. Postupně vzniklo několik jeho konfigurací.
Roku 2009 měl výrobce letounu 340 zaměstnanců, avšak kvůli finanční krizi následně musel výrazně propouštět. Roku 2015 jej koupila japonská společnost Setouchi Holding. Stý letoun Kodiak byla dodán v září 2013 a dvoustý v prosinci 2016. V březnu 2018 byla zavedena vylepšená verze Kodiak 100 Series II, mimo jiné vybavená autopilotem GFC 700 a radarem pro sledování počasí Garmin GWX 75.
Roku 2019 společnost Quest Aircraft získal francouzský koncern Daher, který letoun přejmenoval na Daher Kodiak. Roku 2021 byla zavedena vylepšená verze Kodiak 100 Series III, nabízející luxusnější kabinu, například pro přepravu VIP. V prosinci 2021 byl vyroben 300. letoun.
Od roku 2016 byla vyvíjena výrazněji upravená verze Kodiak 900, mající zpevněný trup prodloužený o čtyři stopy a výkonnější motor. Pod trupem je vybavena dodatečným prostorem pro uložení nákladu. Dokončena byla roku 2022 už s pomocí pracovníků mateřské společnosti Daher. Je verzí pro zákazníky preferující větší nosnost a vyšší výkony letounu.
V roce 2012 uzavřela společnost Northrop Grumman dohodu o spolupráci s firmou Quest Aircraft na vývoji a společném prodeji letounu Air Claw určeného pro speciální mise. Tato varianta byla určena pro vládní a vojenský sektor. Technologický demonstrátor letounu Air Claw vznikl úpravou Kodiaku 100 v závodu společnosti Northrop Grumman v Middle River ve státě Maryland. Letoun byl mimo vybaven systémem FLIR Star SAFIRE 380-HD a senzorem Hawkeye.

## Popis

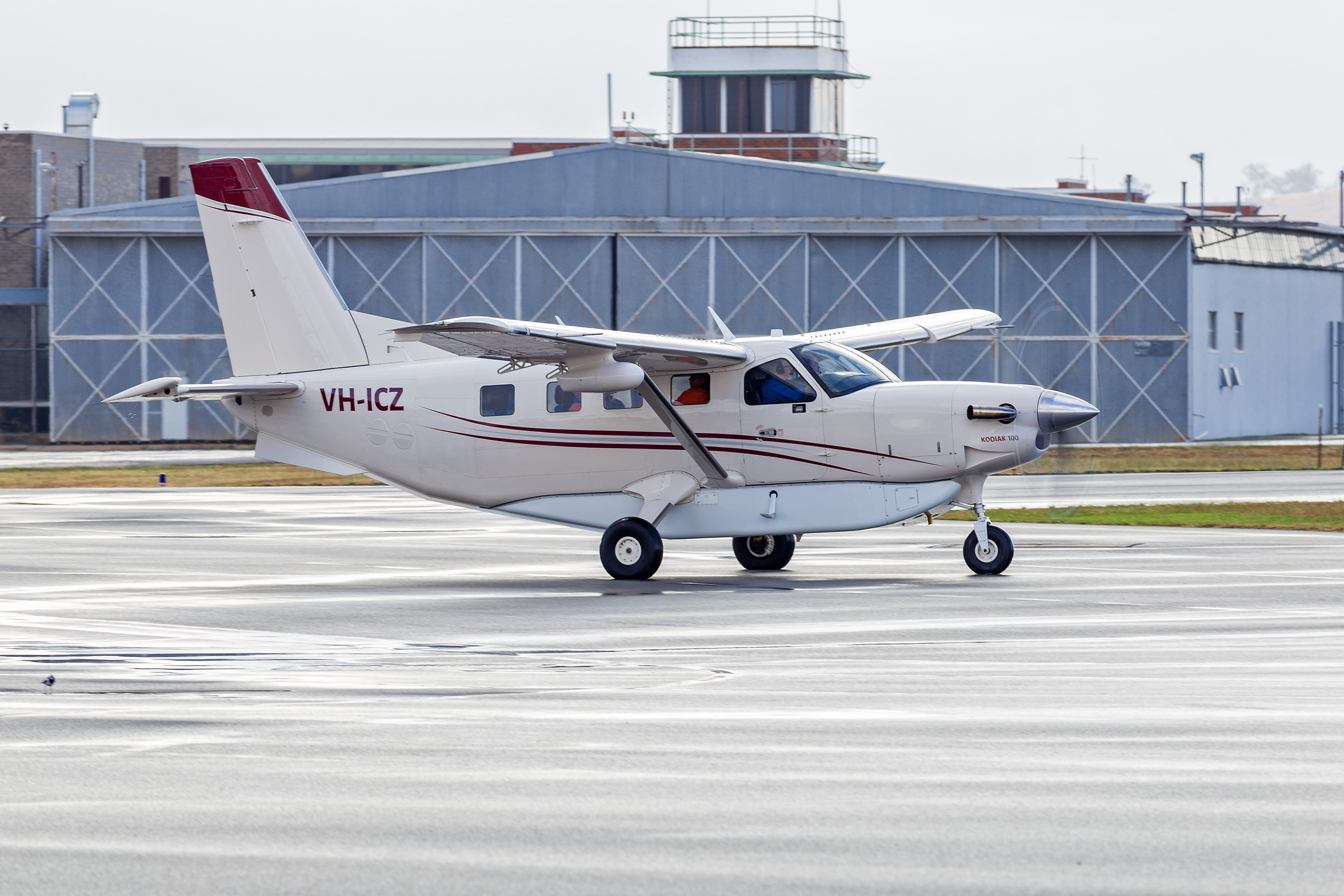
Quest Kodiak 100 (VH-ICZ) na australském letišti Wagga Wagga

Kodiak 100 je jednomotorový turbovrtulový hornoplošník s pevným příďovým podvozkem, popřípadě s dvojicí plováků (Kodiak 900 plovákovou verzi nemá). Kromě pilota přepraví až devět pasažérů. Pohání jej turbovrtulový motor Pratt & Whitney Canada PT6A o výkonu 750 hp. Variantu Kodiak 900 pohání motor Pratt & Whitney PT6A-140A o výkonu 900 hp. Plně naložený letoun potřebuje ke startu méně než 1000 stop (305 metrů).

## Verze
- Kodiak 100 – Základní verze zavedená roku 2007.
- Kodiak 100 Series II – Zavedeno 2018. Avionika Garmin G1000Nxi.
- Kodiak 100 Series III – Zavedeno 2021.
- Kodiak 900 – Zavedeno 2022.
- Air Claw – Verze pro vládní a vojenský sektor.

## Specifikace

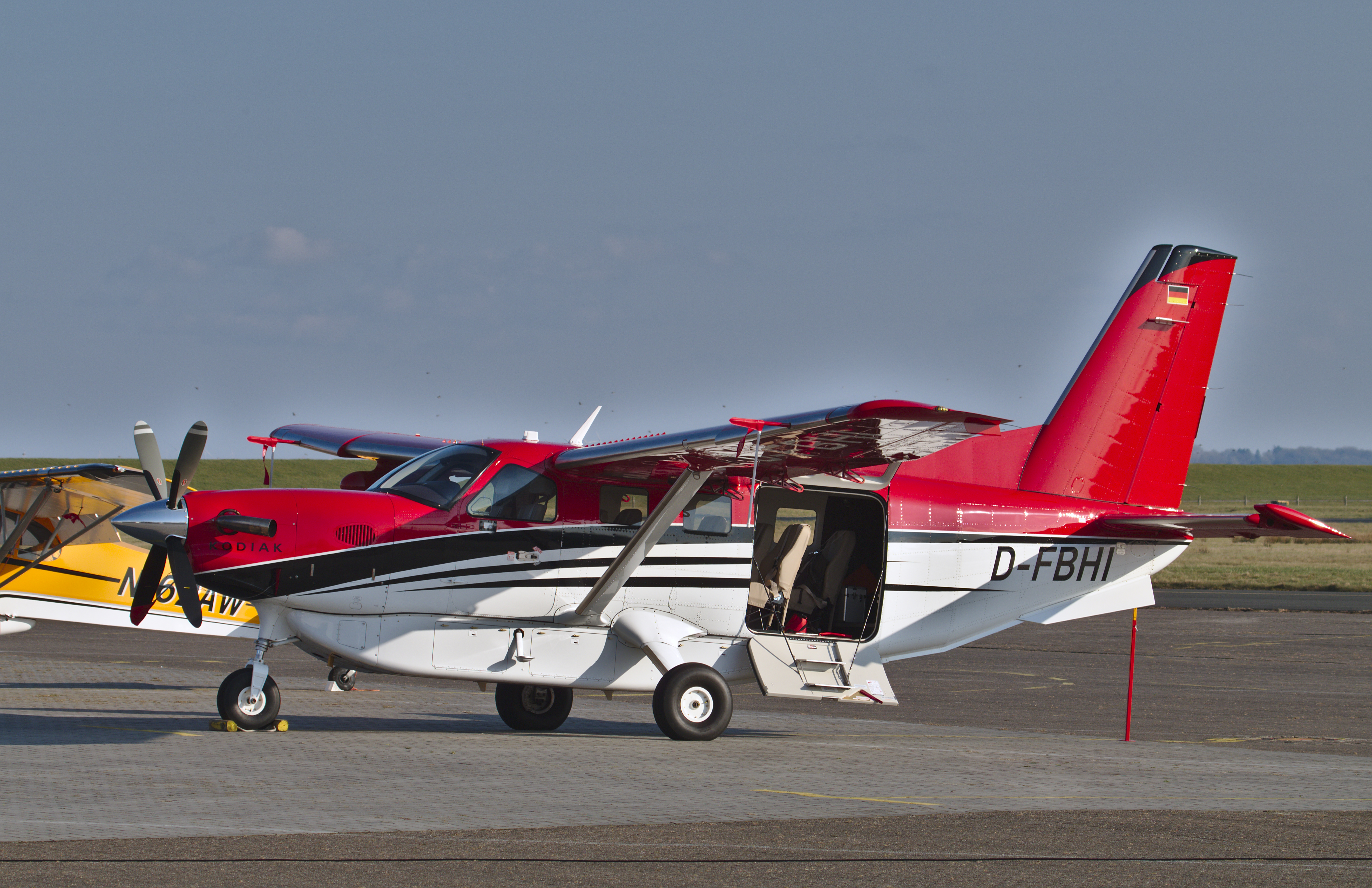
Quest Kodiak 100 (D-FBHI)

Údaje dle

### Technické údaje
- Posádka: 1
- Kapacita: 9 cestujících
- Užitečný náklad:
- Rozpětí: 13,7 m
- Délka: 10,4 m
- Výška: 4,65 m
- Nosná plocha:
- Plošné zatížení:
- Prázdná hmotnost:
- Max. vzletová hmotnost:
- Pohonná jednotka: 1× turbovrtulový motor Pratt & Whitney Canada PT6A
- Tah pohonné jednotky: 750 hp

### Výkony
- Cestovní rychlost: 133 uzlů
- Maximální rychlost: 174 uzlů
- Dolet: 2100 km
- Praktický dostup: 25 000 ft (7 600 m)
- Stoupavost: